# Peintures rupestres de Nyero
 (novembre 2018).
Les peintures rupestres de Nyero sont situées dans l'est de l'Ouganda, dans le district de Kumi, à environ 250 km de la capitale Kampala. Les peintures rupestres de Nyero comptent parmi les plus importantes de l'art rupestre en Ouganda.

## Histoire
Les peintures rupestres de Nyero datent d'avant 1250 de notre ère. Étudiées dès 1913, elles sont plus tard décrites par les chercheurs comme étant de nature géométrique. Ce type d'art rupestre appartient à une tradition homogène utilisant le pigment rouge, que l'on trouve en Afrique de l'Est, Afrique centrale et certaines régions d'Afrique australe, répartition correspondant à la zone de diffusion de la culture des chasseurs-cueilleurs antérieure à l'Âge du fer africain. Cet art est généralement attribué aux groupes Batwa (Twa), populations de chasseurs-cueilleurs pygmées, et qui aujourd'hui ne sont présents qu'en petits groupes près de la frontière entre le Rwanda et l'Ouganda, dans l'est du Congo. Il est plausible que les communautés twa de chasseurs-cueilleurs, qui vivaient autrefois non loin de ces sites d'art rupestre, aient dû se déplacer à cause de l'arrivée des groupes actuels de populations nilotique, luo, et bantoues. Ces peintures font partie de l'identité culturelle de la population de l'Iteso, de l'Ouganda et de l'Afrique dans son ensemble.

## Description
Le site de Nyero est composé de six abris (Nyero 1, 2, 3, 4, 5 et 6). Ils sont décrits ci-dessous.

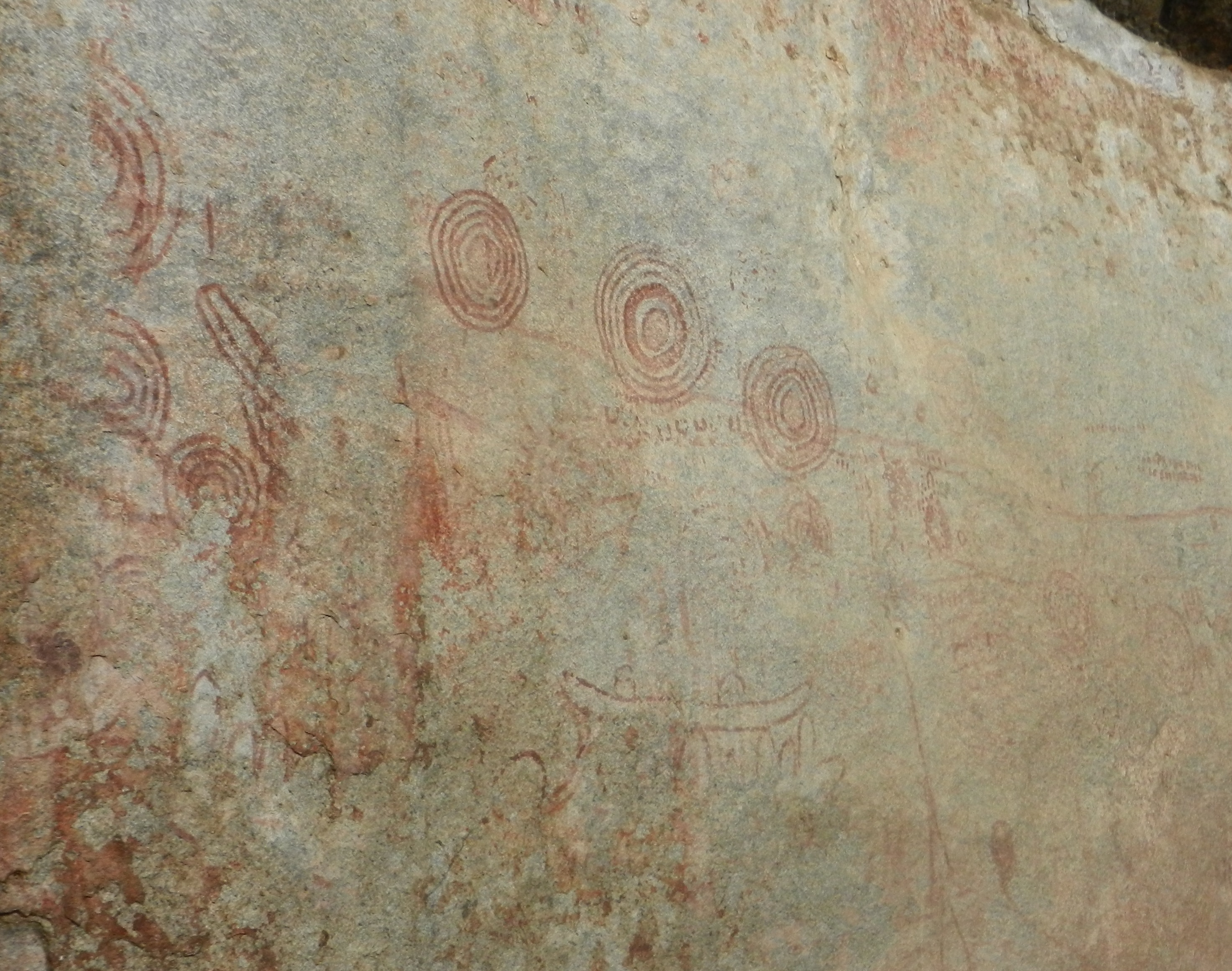
Peinture rupestre de Nyero
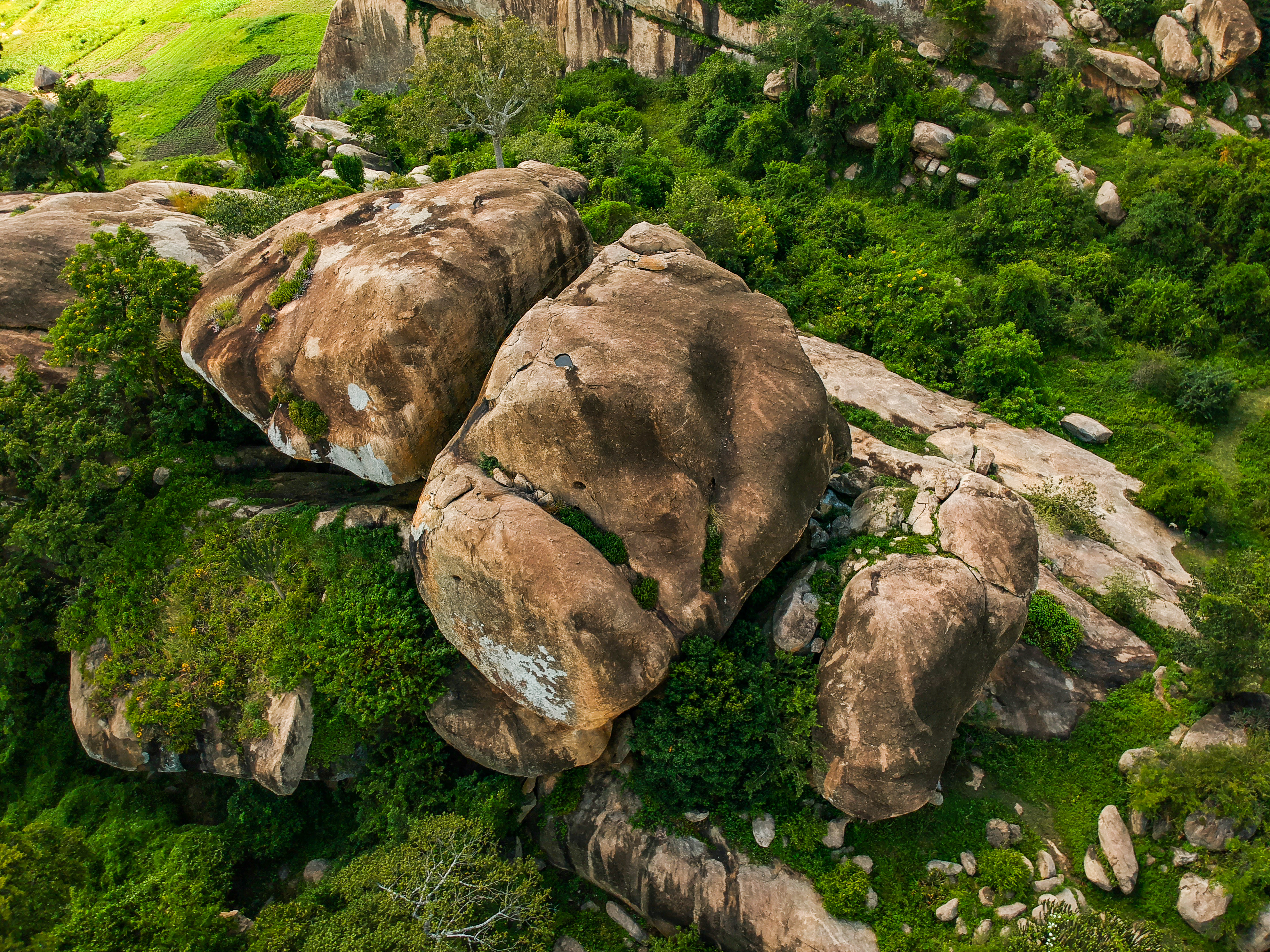
Le site des peintures rupestres de Nyero. Septembre 2020.
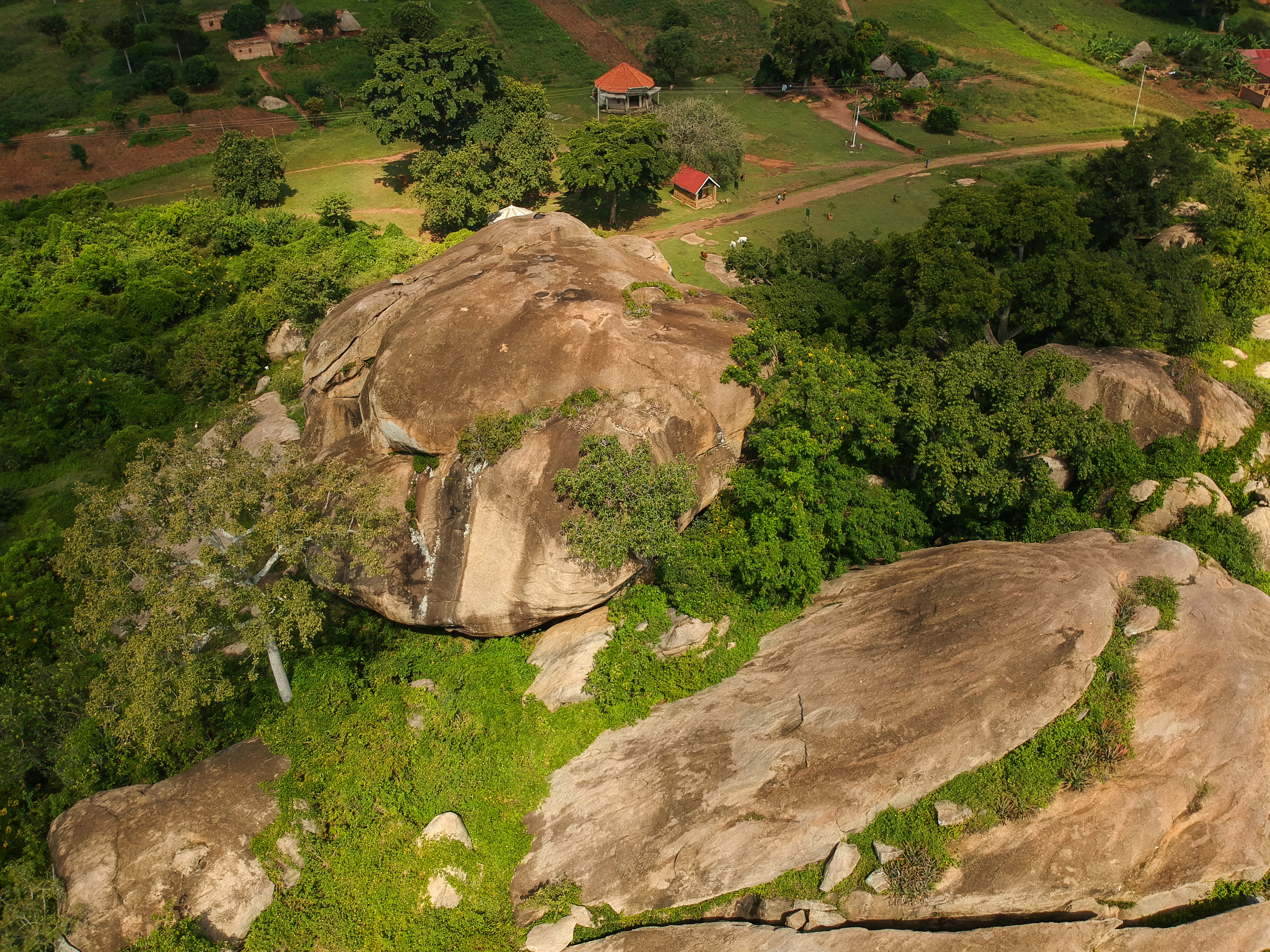
Autre vue du même.

### Nyero 1
C'est un petit abri sous roche formé par un rocher en surplomb reposant sur trois rochers. Sur le bord extérieur du surplomb, il y a six ensembles de cercles concentriques en blanc avec des peintures en forme de gousses d'acacia.

### Nyero 2
Principal abri, il est formé par une paroi rocheuse verticale de 10 m prenant appui sur la paroi arrière et un surplomb formé par la partie d'un énorme rocher pesant au moins 20 000 tonnes. Le surplomb protège les peintures de la pluie, tandis que les autres parois situées à l'avant et sur les côtés protègent les peintures du soleil. Dans les tons de rouge, les peintures sont en majorité des cercles concentriques et plus d'une quarantaine de dessins différents ont été identifiés. Il y a un gros dessin, dit de la "cosse d'acacia", également appelé canot. Sur la paroi sud-est de l'abri, un passage étroit entre les rochers mène à un petit abri sombre, où se trouve une petite cavité connue comme la "poche", cavité utilisée par les premiers habitants pour faire des offrandes aux dieux, après avoir reçu leur aide. Cette tradition persiste encore aujourd'hui, les membres de la communauté locale y plaçant toujours de l'argent avant ou après avoir reçu de l'aide des esprits ancestraux.

### Nyero 3

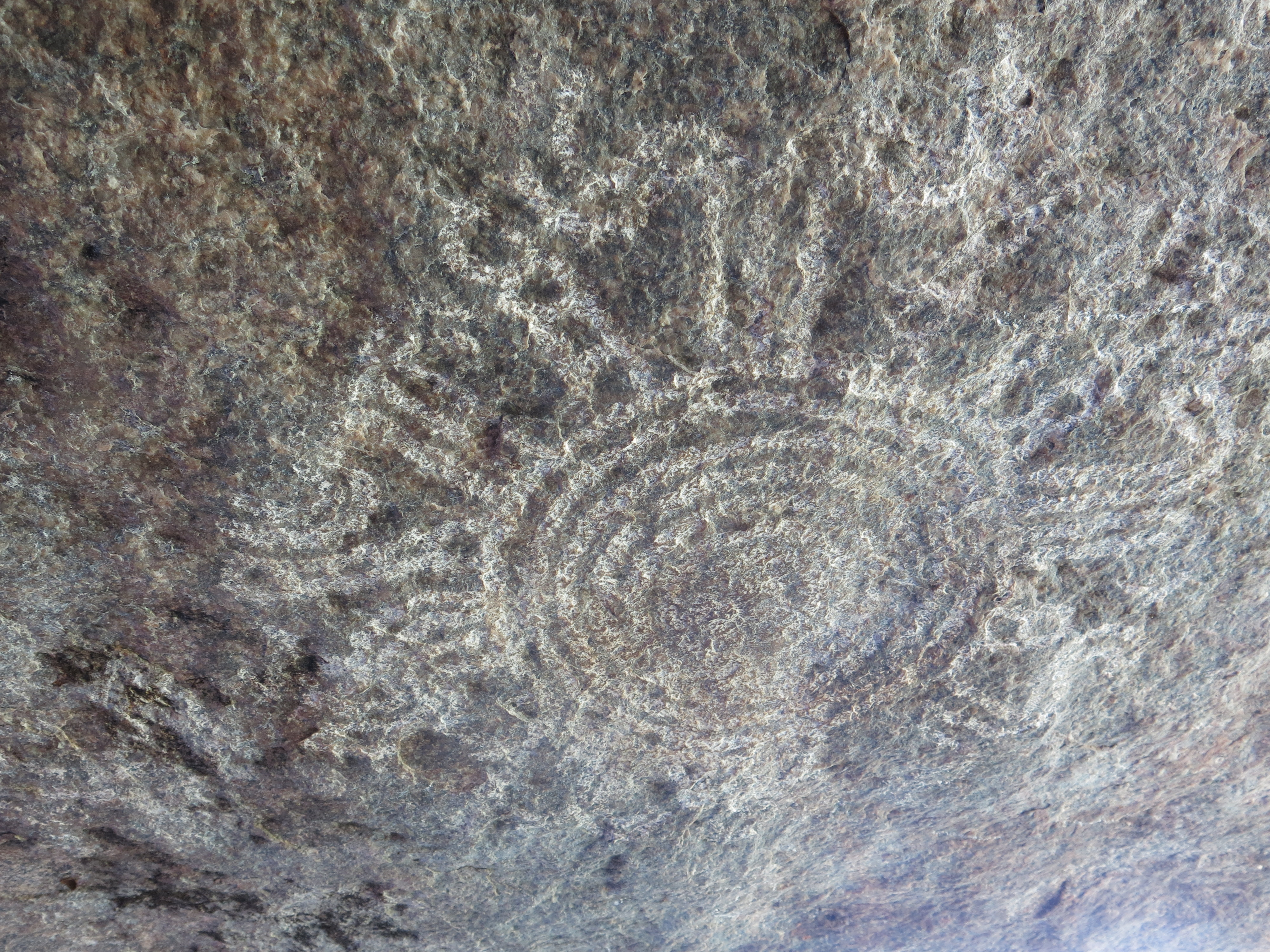
Nyero 3

Cet abri se trouve à l'extrémité nord de l'Inselberg, à environ 8 minutes à pied de l'abri Nyero 2. Il est formé par un grand rocher perché sur le haut de rochers de soutien sans qu'il soit possible de se tenir debout. Une fois à l'intérieur du mur de protection, les visiteurs doivent s'accroupir pour atteindre l'extrémité où un autre mur artificiel permet une vue d'ensemble du paysage. Les peintures sont composées de cercles concentriques blancs ; les cercles extérieurs sont entourés par une double courbe, au sein de laquelle se trouvent des doubles lignes divisées en petits compartiments.

### Nyero 4
C'est un petit abri situé sur le côté sud-ouest de la colline. Il s'y trouve quelques traces de cercles concentriques rouges peints au doigt, deux formes coniques et des lignes.

### Nyero 5
Situé sur le côté ouest de la colline près de l'école primaire, ce site abrite un motif géométrique rouge composé d'une combinaison de formes circulaires et linéaires faites avec une brosse et un doigt. Malheureusement, celui-ci a été endommagé par l'érosion naturelle due à l'eau.

### Nyero 6
Située en haut de la colline et offrant une belle vue sur la campagne environnante, ce site comporte des traces de pigment rouge formant les contours de petites formes ovales et une autre de forme oblique, ainsi qu'une ébauche de croix avec un petit cercle en dessous, tous peints avec deux doigts. La surface peinte est exfoliante et est soumise aux intempéries, notamment au soleil du matin.

## Un patrimoine immatériel
Les sites d'art rupestre sont réputés être des demeures sacrées des dieux. Les peintures rouges et  blanches sont précieuses pour le peuple Teso , tout en demeurant empreintes de mystère eu égard au caractère inconnu de leurs auteurs. Par le passé, les Iteso de Nyero, sacrifiaient et payaient des offrandes aux dieux pour les problèmes de sécheresse, de malheurs, de bénédictions et de fertilité (Nyero 3). Des cérémonies religieuses individuelles et collectives étaient organisées sur une base saisonnière. L'histoire orale a transmis un fort attachement à ces sites bien que les gens ont été empêchés de prier dans les années 1970 par le gouvernement de l'époque. Des traces de fumée de sacrifices sont encore visibles dans les grottes. Les communautés voisines du site continuent de s'y rendre.

## Protection
Le cadre juridique de la protection du site est la constitution de 1995 de l'Ouganda, et notamment le titre XXV sur les objectifs nationaux et les principes directeurs de la politique de l'état (XXV), qui oblige l'Etat à préserver et à protéger l'héritage de l'Ouganda. En outre, l'article 178 (§ 13) de la même constitution autorise également l'Etat à classer) posséder et à gérer les sites culturels nationaux. En outre, la constitution, et son article 189 (§1) de l'annexe 6 (§10), mandate le gouvernement central pour gérer les monuments nationaux, les antiquités et les archives.
La loi de 1967 concernant les monuments historiques, amendée par le décret de 1977 régit la protection des biens culturels en Ouganda. La loi de 1967 prévoit la préservation et la protection des monuments historiques et des objets du patrimoine archéologique, paléontologique, ethnographique et d'intérêt traditionnel. Les sites d'art rupestre et les biens d'importance culturelle majeure sont légalement des propriétés insaisissables de l'État. Toute destruction, altération ou autre infraction sont passibles de six mois d'emprisonnement ou d'une amende.

## Le statut de patrimoine mondial
Ce site a été ajouté à la liste indicative du Patrimoine mondial de l'UNESCO  le 10 septembre 1997, dans la catégorie culture.

## Accès
Les peintures rupestres sont facilement accessibles à partir de la route entre Kumi et Ngora, environ 1 km à l'ouest de Nyero. Un droit d'entrée est payé à l'entrée et une visite guidée est prévue (ouverte tous les jours).